# Stibaractis astrepta
Stibaractis astrepta är en fjärilsart som beskrevs av Turner 1947. Stibaractis astrepta ingår i släktet Stibaractis och familjen mätare. Inga underarter finns listade i Catalogue of Life.